# Monumento ad Antonio Stoppani (Lecco)
Il monumento ad Antonio Stoppani è una scultura bronzea collocata nell'omonima piazza di Lecco in Lombardia in memoria dell'abate lecchese, autore del Bel Paese.
L'opera inaugurata il 25 settembre 1927 a Punta della Maddalena, avvenne curiosamente lo stesso giorno del Monumento a Mario Cermenati situato poco distante.

## Storia e descrizione
L'idea di realizzare un monumento alla sua memoria si ebbe nel gennaio 1891, a pochi mesi dalla sua morte ma si concretizzò soltanto nel 1927 per opera dello scultore milanese Michele Vedani. 

In origine la statua era collocata sul lato opposto della strada, nei giardini del lungolago, in uno spazio denominato Piazzale dei Mille dove oggi si trova il monumento commemorativo ai Marinai d'Italia. Fu arretrata nel 1933 al centro di una grande esedra in mattoni rossi a vista delimitata da due fontane laterali in concomitanza con l'allargamento della sede stradale. L'emiciclo esterno, realizzato in quegli anni dall'ingegner Saverino Sterzi era parte del lavatoio pubblico e bel si armonizzava come forte carattere scenografico garantendo uno spazio adeguato alla fama del personaggio.
Il geologo e patriota è raffigurato in figura eretta con una posa ufficiale e solenne su di un piedistallo in posizione di riflessione con la mano destra rivolta al mento ritratto con realismo ed espressività ricordando vagamente l'estetica della corrente artistica della Scapigliatura. Lo stesso sguardo di pensatore è raffigurato nel dipinto di Gian Battista Todeschini, nipote dello stesso Stoppani, nella sua opera ad olio conservato nella sala consiliare del municipio.
Nel 2015, in occasione dell'Esposizione universale di Milano, l'opera è stata completamente restaurata.